# 1108
Năm 1108 là một năm trong lịch Julius.